# Ray Lovejoy
Ray Lovejoy (* 18. Februar 1939; † 19. Oktober 2001 in London, England) war ein britischer Filmeditor. 

## Leben
Ray Lovejoys Karriere beim Film begann als Schnittassistent von Werken wie Lawrence von Arabien (1962) oder Stanley Kubricks Dr. Strangelove (1963). Stanley Kubrick war es auch, der Ray Lovejoy für  2001: Odyssee im Weltraum zum ersten Mal als Filmeditor engagierte. 1980 arbeiteten die beiden für Shining erneut zusammen. Andere Regisseure, mit denen er mehrmals zusammenarbeitete, sind Peter Medak und Peter Yates.
Nach dem eher mäßigen kommerziellen Erfolg von Peter Yates’ Fantasyspektakel Krull (1983) erhielt Ray Lovejoy 1986 für James Camerons Aliens – Die Rückkehr seine erste und einzige Oscarnominierung. 1989 folge mit Tim Burtons Batman sein wohl kommerziell erfolgreichster Film als Editor. 1998 schnitt er mit Stephen Hopkins’ Lost in Space seine letzte Big-Budget-Produktion. Sein letzter Film als Editor, Vacuums, wurde 2002 postum veröffentlicht. Ray Lovejoy verstarb am 19. Oktober 2001 in London an einem Herzanfall. Sein Schaffen umfasst mehr als 30 Produktionen, bei denen er für den Filmschnitt verantwortlich war.

## Filmografie (Auswahl)
- 1962: Lawrence von Arabien (Lawrence of Arabia) (Assistent)
- 1963: Dr. Seltsam oder: Wie ich lernte, die Bombe zu lieben (Dr. Strangelove or: How I learned to Stop worrying and love the Bomb) (Assistent)
- 1968: 2001: Odyssee im Weltraum (2001: A Space Odyssey)
- 1972: Angst ist der Schlüssel (Fear is the Key)
- 1972: A Day in the Death of Joe Egg – Regie: Peter Medak
- 1972: The Ruling Class
- 1973: Ghost in the Noonday Sun – Regie: Peter Medak
- 1974: Little Malcolm – Regie: Stuart Cooper
- 1975: Never too young to Rock – Regie: Dennis Abey
- 1975: Side by Side – Regie: Bruce Beresford
- 1980: Shining
- 1983: Krull
- 1983: Ein ungleiches Paar (The Dresser)
- 1984: Sheena – Königin des Dschungels (Sheena)
- 1985: Eleni
- 1986: Aliens – Die Rückkehr (Aliens)
- 1987: Suspect – Unter Verdacht (Suspect)
- 1988: Das Haus in der Carroll Street (The House on Carroll Street)
- 1988: Homeboy
- 1989: Batman
- 1990: Der teuflische Mr. Frost (Mister Frost)
- 1991: Gib’s ihm, Chris! (Let Him Have It)
- 1992: Das Jahr des Kometen (Year of the Comet)
- 1993: Die Spur des Windes – Das letzte große Abenteuer (A Far Off Place)
- 1994: Immer Ärger um Dojo (Monkey Trouble)
- 1995: Mrs. Munck – Regie: Diane Ladd
- 1996: Rainbow – Die phantastische Reise auf dem Regenbogen (Rainbow) – Regie: Bob Hoskins
- 1996: Last of the High Kings (The Last of the High Kings)
- 1997: Die Abbotts – Wenn Haß die Liebe tötet (Inventing the Abbotts)
- 1998: Lost in Space
- 1999: Luckys große Abenteuer (Running Free) – Regie: Sergei Bodrow
- 2001: The Quickie – Regie: Sergei Bodrow
- 2003: Vacuums – Regie: Luke Cresswell, Steve McNicholas